# Garner, Arkansas
Garner là một thị trấn thuộc quận White, tiểu bang Arkansas, Hoa Kỳ. Năm 2010, dân số của thị trấn này là 284 người.

## Dân số
- Dân số năm 2000: 284 người.
- Dân số năm 2010: 284 người.